# Rachel Hilson
Rachel Naomi Hilson (Baltimore, 30 de outubro de 1995) é uma atriz americana. Ela é mais conhecida por interpretar Harmony Curtis em Rise, Beth Clarke emThis Is Us, Mia Brooks em Love, Victor.

## Filmografia

### Cinema
| Ano  | Título                  | Papel            | Notas          |
| ---- | ----------------------- | ---------------- | -------------- |
| 2013 | Cass                    | Cass Morris      |                |
| 2017 | Night                   | Jess             | Curta-metragem |
| 2017 | Kings                   | Nicole Patterson |                |
| 2019 | As They Slept           | Eleanor          | Curta-metragem |
| 2023 | Red, White & Royal Blue | Nora Holleran    |                |
| 2024 | See This                | Amber            | Curta-metragem |

### Televisão
| Ano       | Título                                       | Papel                       | Notas                           |
| --------- | -------------------------------------------- | --------------------------- | ------------------------------- |
| 2010      | The Good Wife                                | Nisa Dalmar                 | 7 episódios                     |
| 2012      | Royal Pains                                  | Sobrinha 1                  | Episódio: "Sand Legs"           |
| 2015      | Elementary                                   | Lexi                        | Episódio: "Seed Money"          |
| 2015      | The Slap                                     | Liz                         | Episódio: "Connie"              |
| 2015      | Nurse Jackie                                 | Paciente                    | Episódio: "Jackie and the Wolf" |
| 2015      | The Affair                                   | Guia Turística do Estudante | Episódio: "208"                 |
| 2016      | Madam Secretary                              | Becca                       | Episódio: "Higher Learning"     |
| 2017      | The Americans                                | Linda                       | Episódio: "The Soviet Division" |
| 2018      | Rise                                         | Harmony Curtis              | 10 episódios                    |
| 2018      | Law & Order: Special Victims Unit            | Tiana Williams              | Episódio: "Guardian"            |
| 2019-2022 | This Is Us                                   | Beth Clarke                 | 11 episódios                    |
| 2019      | Fosse/Verdon                                 | Jane                        | Episódio: "Life Is a Cabaret"   |
| 2019      | First Wives Club                             | Megan                       | Episódio: "Storytelling"        |
| 2020      | High Maintenance                             | Hailey                      | Episódio: "Backflash"           |
| 2020–2022 | Love, Victor                                 | Mia Brooks                  | 28 episódios                    |
| 2021      | American Horror Story: Double Feature        | Jamie Howard                | 4 episódios                     |
| 2022      | Winning Time: The Rise of the Lakers Dynasty | Cindy Day                   | 3 episódios                     |
| 2022      | In the Vault                                 | Lex Steele                  | 8 episódios                     |
| 2025      | Duster                                       | Nina Hayes                  | 8 episódios                     |